# Marcello Consiglio
Marcello Consiglio (Roma, 17 aprile 1894 – Tempio Pausania, 22 agosto 1932) è stato un dirigente sportivo e calciatore italiano, di ruolo attaccante.

## Carriera
Studente dell'Istituto Leonardo da Vinci di Roma, Consiglio si dedica all'attività calcistica tantoché nel 1910 entra a far parte della squadra riserve della Lazio. La stagione seguente viene promosso in prima squadra, divenendo il sostituto del bomber Sante Ancherani, impegnato nelle sue attività musicali.
Nell'annata 1912-1913 è fra i titolari della squadra che si qualifica per la finalissima nazionale contro la Pro Vercelli, persa per 6-0, ed anche fra quelli dell'undici che la stagione successiva disputa nuovamente la finalissima, perdendola stavolta nel doppio confronto con il Casale.
La carriera agonistica di Consiglio si interrompe nel 1915 perché, chiamato alle armi, partecipa alla prima guerra mondiale. Riprende l'attività alla fine del conflitto, e con la Lazio si aggiudica numerosi tornei post-bellici. È ancora titolare nell'annata 1920-1921 e al termine del campionato decide di ritirarsi rimanendo comunque nel club romano come socio dirigente.

## Palmarès

### Club

#### Competizioni nazionali
- Terza Categoria: 2

Lazio: 1910-1911, 1911-1912